# 1934 - Přežít vlastní smrt
1934 – Přežít vlastní smrt (originální název 1934) je román italského spisovatele Alberta Moravii, který vyšel v roce 1981.

## Obsah
Hlavní hrdina Lucio, italský intelektuál, znalec a překladatel Kleistova díla, jenž studoval v Německu,
odjíždí do hotelového letoviska Capri, kde chce stabilizovat své zoufalství a napsat román. Cestou tam potkává manžele Müllerovy z Německa. Lucio se zamiluje na první pohled do paní Müllerové (Beate). Tím se začíná romantický trojúhelník. Beate je mladá, atraktivní žena avšak zoufalá, toužící po sebevraždě ve dvou. Vztah mezi Luciem a Beate je pouze platonický, dochází jen na oční kontakt a vzkazy v Kleistových dopisech. Další překážkou je Beatin manžel, nacistický důstojník, který tuší vztah mezi Luciem a Beatou a klade mladíkovi překážky. Nakonec Beata slíbí, že Lucia navštíví poslední noc jejího pobytu, což se nestane a ráno Beata odjíždí.
Lucio je zoufalý a neví, jak se s ní spojit.
Další den pro Lucia vysvitla nová naděje – do Capri přijíždí Beatino dvojče Trude.